# Feliks Kaleciński
Feliks Kaleciński (ur. 14 stycznia 1899 w Pabianicach, zm. wiosną 1940 w Katyniu) – porucznik artylerii Wojska Polskiego, kawaler Krzyża Walecznych, ofiara zbrodni katyńskiej.

## Życiorys
Urodził się w rodzinie Edwarda i Pauliny z Falkiewiczów.
W 1919 wstąpił do Wojska Polskiego. Brał udział w wojnie 1920. Walczył o Kalenkowicze i Możysz.
W okresie międzywojennym pozostał w wojsku. W 1923 awansował do stopnia porucznika (starszeństwo z dniem 1 marca 1923 i 37 lokatą w korpusie oficerów artylerii), służył w 10 pułku artylerii polowej. Absolwent Szkoły Podchorążych Artylerii w Poznaniu, następnie ukończył kurs gazowy, kurs amunicyjny w CSP. Od 1928 oficer artylerii w 31 pułku piechoty.
We wrześniu 1929 będąc na obozie szkoleniowym w okolicach wsi Kolumny pod Łaskiem, uratował tonącego w rzece Grabia, kupca łódzkiego Aleksandra Srebrzyńskiego. O tym wydarzeniu pisała ówczesna prasa.
Od 1935 oficer zwiadu w 10 pal. W 1935 w stopniu porucznika został zwolniony z zajmowanego stanowiska i pozostawiony bez przydziału służbowego, z jednoczesnym oddaniem do dyspozycji Dowództwa Okręgu Korpusu, następnie przeniesiony w stan spoczynku.
W kampanii wrześniowej wzięty do niewoli radzieckiej. Według stanu na kwiecień 1940 był jeńcem obozu w Kozielsku. Między 15 a 17 kwietnia 1940 przekazany do dyspozycji naczelnika smoleńskiego obwodu NKWD – lista wywózkowa 029/5 poz. 82, nr akt 4845 z 13.04.1940. Został zamordowany między 16 a 19 kwietnia 1940 przez NKWD w lesie katyńskim. Zidentyfikowany podczas ekshumacji prowadzonej przez Niemców w 1943, zapis w dzienniku ekshumacji pod datą 25.05.1943. Przy szczątkach w mundurze znaleziono kartę pocztową od Miedzwiedski, Łódź, ul. Przejazd 27, w spisie PCK nazwisko nadawcy to Niedźwidzki. Figuruje na liście AM-249-3138 i liście Komisji Technicznej PCK pod numerem GARF 115-03138. Nazwisko Kalecińskiego znajduje się na liście ofiar (pod nr 3138) opublikowanej w Gońcu Krakowskim nr 163 i w Nowym Kurierze Warszawskim nr 160 z 1943. W Archiwum Robla w pakiecie 048-02 znajduje się niewysłany list ppor. Mieczysława Michniewicza do żony Marii z 1 stycznia 1940 w którym wspomniany jest Feliks Kaleciński, list znaleziony przy szczątkach ppor. Mieczysława Westerskiego. Nazwisko Kalecińskiego znajduje się także w niedatowanym spisie jeńców-oficerów w kalendarzyku znalezionym przy szczątkach mjra. Łukasza Zwierkowskiego (pakiet 03-04).
Był żonaty z Reginą Rudnicką, kuzynką Władysława Rudnickiego.
5 października 2007 minister obrony narodowej Aleksander Szczygło mianował go pośmiertnie na stopień kapitana. Awans został ogłoszony 9 listopada 2007, w Warszawie, w trakcie uroczystości „Katyń Pamiętamy – Uczcijmy Pamięć Bohaterów”.

## Ordery i odznaczenia
- Krzyż Walecznych[12]
- Medal Niepodległości[1][wymaga weryfikacji?]
- Krzyż Kampanii Wrześniowej – pośmiertnie 1 stycznia 1986[13]